# Tantilla atriceps
Tantilla atriceps är en ormart som beskrevs av Günther 1895. Tantilla atriceps ingår i släktet Tantilla och familjen snokar. Inga underarter finns listade i Catalogue of Life.
Arten förekommer i stora delar av Mexiko samt i sydvästra Texas (USA). Honor lägger ägg. Denna orm lever på högplatå och i bergstrakter upp till 2100 meter över havet. Habitatet utgörs främst av gräsmarker och buskskogar. Dessutom besöks halvöknar och torra skogar.
Lokala beståndet hotas av landskapsförändringar. Hela populationen anses vara stabil. IUCN kategoriserar arten globalt som livskraftig.